# 양주신도시
양주신도시(楊州新都市)는 경기도 양주시에 있는 대한민국의 2기 신도시이다. 회천지구는 산북동, 덕계동, 회정동 일원에, 옥정지구는 옥정동, 율정동, 고암동 일부, 삼숭동, 회암동 일원에 조성 중이다. 서울특별시에서 약 20km 거리에 있다. 국도 3호선 우회도로 기준으로 오른쪽에 위치하며, 수도권제2순환고속도로, 세종포천고속도로가 2017년 6월 30일 개통했다.
덕정역 주변에 소규모 시장은 기존에 형성되었으며, 1995년 이후 덕정주공아파트를 비롯한 아파트들이 덕정역 서남쪽 주변에 건립되었다. 덕정주공 1~4단지까지는 덕정동, 덕정주공 5단지부터는 고암동에 속하며, 덕정주공을 비롯한 덕정지구 아파트단지는 행정구역상 덕정동과 고암동에 걸쳐서 존재한다. 2006년 11월 경원선 전철이 개통, 그러나 신도시 개발이 본격 시작된 것은 2011년 이후이며 옥정지구는 2014년, 2016년부터 개발, 준공이 시작되었다. 양주신도시는 옥정지구, 회천지구로 나뉜다. 일부는 기존에 조성된 덕계동 지역만 따로 나누어 덕계지구로 부르기도 한다.
덕계지구는 기존에 조성되었으나, 덕계역과 역 주변지역은 기존에 있던 서울우유 생산공장, 양주축협 등 외에는 덕계역이 신설된 2007년 이후부터 건설되었다.
양주신도시에 포함되지 않으나 회천지구, 덕계지구보다 앞선 2006년 고읍동에 대규모 아파트단지가 조성되기 시작하고 대중교통 노선이 조성되었으며, 2010년부터 고읍동, 광사동에 아파트와 소규모 시가지가 조성되었다. 고읍지구, 광사지구, 광사동 일부와 고읍동 일부를 덕현지구, 덕현으로 부른다. 고읍지구, 광사지구, 덕현지구 단지는 양주신도시가 위치한 만송동을 경계로 만송동 사거리 건너편 남쪽에 위치해 있다.

## 행정구역과 인구
| 행정동  | 법정동                              | 인구(2015년7월) |
| 회천2동 | 덕계동, 회정동                      | 28,856 명       |
| 회천4동 | 율정동, 고암동, 옥정동, 삼숭동 일부 | 235,180 명      |
| 양주2동 | 삼숭동 일부                         | 53,663 명       |
| 양주1동 | 산북동, 유양동 일부                 | 6,441 명        |

## 교통

### 도로교통
- 수도권제2순환고속도로
- 국도 제3호선
- 국가지원지방도 제56호선
- 신평화로
- 지방도 제360호선

### 철도교통
- ● 수도권 전철 1호선 : (광운대, 청량리 방면) ← 양주역 ↔ 덕계역 ↔ 덕정역 → (동두천, 소요산 방면)
- ● 서울 지하철 7호선 : 양주 옥정 구간 연장 확정 및 착공 예정

### 양주시의 시내버스
| 노선 번호      | 운행업체 | 운행구간            | 운행구간 | 운행구간           | 경유지 | 배차 간격 (분) | 비고                                                                                   |
| -------------- | -------- | ------------------- | -------- | ------------------ | --- | -------------- | -------------------------------------------------------------------------------------- |
| 76             | 양주교통 | 귀율동 (양주교통)   | ↔        | 회암동             | 율정마을, 옥정고등학교, 덕정주공아파트(회천초중교, 고암초중교), 한국아파트, 덕정역, 석우동, 봉양4통                                                                                 | 13회           | 양주시 면허                                                                            |
| 77             | 양주교통 | 귀율동 (양주교통)   | ↔        | 양주역             | 율정마을, 옥정푸르지오9단지, e편한세상, 덕계역, 덕계동 | 30             | 양주시 면허                                                                            |
| 80             | 양주교통 | 귀율동 (양주교통)   | ↔        | 양주역             | 율정마을, e편한세상, 옥정고등학교, 옥정주공3단지, 회천3동주민센터, 덕정역, 양주경찰서, 리치마트, 현진에버빌, 고읍지구(현대아파트, 유승9단지, 국민체육센터, 신도대방), 양주시청      | 11~20          | 양주시 면허                                                                            |
| 81             | 양주교통 | 양주역              | ↔        | 서희스타힐스아파트 | 고읍지구(신도대방, 덕현초교), 율정마을16단지,이편한세상 11단지, 세창아파트, 옥정고등학교, 덕정주공아파트(회천초중교, 고암초중교), 덕정역                                            | 15~50          | 저상버스 운행 양주시청 미경유 양주시 면허                                              |
| 83             | 양주교통 | 귀율동 (양주교통)   | ↔        | 양주역             | 율정마을, 옥정교차로, 삼숭교차로, 고읍지구 | 40~80          | 저상버스 운행 양주시 면허                                                              |
| 87             | 양주교통 | 덕정동 (충성아파트) | ↔        | 양주역             | 덕정역, 덕정주공, 세창아파트, 옥정고등학교, 율정초등학교, 율정마을7,13단지, 고읍지구                                                                                                | 15~30          | 양주시 면허 2021년 8월 2일 신설                                                        |
| 90             | 양주교통 | 양주역              | ↔        | 회암사지 박물관    | 고읍지구(신도대방, 덕현초교), 율정마을16단지, 이편한세상1단지, 옥정푸르지오9단지(옥정고등학교), 율정초등학교, 율정마을7,8단지, 회천4동 주민센터                                     | 8~15           | 양주시 면허                                                                            |
| 118            | 진명여객 | 덕정동차고지        | ↔        | 수유역             | 덕정역, 옥정고등학교, 옥정센트럴 푸르지오, 이편한세상11단지, 옥정마을16단지, 고읍지구, 의정부성모병원, 의정부터미널, 발곡중학교, 회룡역, 망월사역, 도봉산역, 도봉역, 방학역, 쌍문역 | 25             | 저상버스 운행 신평화로 경유 양주시 면허                                                |
| 700 따복버스   | 양주교통 | 회암사              | ↔        | 덕계역             | 회천4동행정복지센터, 율정마을, 옥정마을 | 30~120         | 양주시 면허                                                                            |
| 1100 직행좌석  | 진명여객 | 덕정역              | ↔        | 도봉산역 환승센터  | 회천3동 주민센터, 옥정고등학교, 이편한세상11단지, 양주덕현초등학교, 유승한내들9단지, 민락BRT정류소                                                                                  | 20~50          | 신평화로 경유 양주시 면허                                                              |
| 1101 직행좌석  | 진명여객 | 덕정역              | ↔        | 서울역버스환승센터 | 회천3동 주민센터, 옥정고등학교, 이편한세상11단지, 이편한세상19단지, 양주덕현초등학교, 유승한내들9단지, 신평화로, 민락BRT정류소, 도봉산역, 종로2가, 을지로입구역, 롯데백화점         | 20~30          | 신평화로 경유 양주시 면허 2021년 11월 18일 개통                                        |
| G1200 직행좌석 | 진명여객 | 덕정역              | ↔        | 상봉역             | 회천3동 주민센터, 옥정고등학교, 이편한세상11단지, 이편한세상19단지, 양주덕현초등학교, 유승한내들9단지, 민락BRT정류소, 민락 나들목, 신내동, 망우역→상봉역→상봉시외버스터미널         | 15~30          | 신평화로 경유 세종포천고속도로 경유 북부간선도로 경유 양주시 면허 2020년 3월 24일 개통 |
| G1300 직행좌석 | 진명여객 | 덕정역              | ↔        | 잠실역 환승센터    | 회천3동 주민센터, 옥정고등학교, 이편한세상11단지, 양주덕현초등학교, 유승한내들9단지, 민락BRT정류소, 민락 나들목                                                                     | 15~25          | 신평화로 경유 세종포천고속도로 경유 강변북로 경유 2층 버스 운행 양주시 면허            |
| 8906 간선급행  | 진명여객 | 덕정역              | ↔        | 범계역             | 옥정고등학교, 이편한세상11단지, 양주덕현초등학교, 경기도청제2청사, 의정부역, 송추, 복사골문화센터, 송내역, 안양역                                                                   | 30~75          | 서울외곽순환고속도로 경유 양주시 면허 경기순환버스                                     |

## 교육시설

### 옥정지구
|          | 학교명                                                    | 비고                 |
| 초등학교 | 천보초등학교, 율정초등학교, 양주옥정초등학교,옥빛초등학교 | 총 8개교 개교 예정   |
| 중학교   | 옥정중학교                                                | 추후 4개교 개교 예정 |
| 고등학교 | 옥정고등학교                                              | 추후 2개교 개교 예정 |
| 대학교   | 경동대학교                                                |                      |

### 회천지구
|          | 학교명                                                     | 비고                 |
| 초등학교 | 도둔초등학교, 회정초등학교, 덕계초등학교, 양주덕산초등학교 | 추후 5개교 개교 예정 |
| 중학교   | 덕계중학교                                                 | 추후 3개교 개교 예정 |
| 고등학교 | 덕계고등학교                                               | 추후 2개교 개교 예정 |

## 건설업체
- 대우건설 : 푸르지오 9단지(2016년 12월 입주완료)
- 대림산업 : 이편한세상 (1차 2017년 8월 입주, 2차 2018년 5월 입주, 3차 2019년 3월 입주, 4차 2020년 6월)
- LH : 8단지, 16단지(2017년 7월 입주), 행복주택 옥정3단지 (2018년 입주)
- 리젠시빌란트 (2018년 9월 입주)
- 모아미래도 2017년 하반기 분양예정
- 중흥 분양예정
- 금호건설, GS건설, (2018년 12월 입주)
- 세영리첼,  (2020년 4월 입주)
- 대방노블랜드 (2021년 1월 입주)
- 옥정LH20단지 (2020년3월 입주)